# Topolovec, Koper
Topolovec (hrvaško Topolovac, italijansko Topolovaz, Tòppolo) je obmejno naselje v Slovenski Istri, ki upravno spada pod Mestno občino Koper. 
Naselje v južnem delu Šavrinskega gričevja, sestavljata dve večja zaselka na severnem in zahodnem robu slemena Velega vrha (462 m), ki se razteza med dolinama gornjega toka reke Dragonje na severu in dolino potoka Malinske na jugovzhodu. Veliko hiš je praznih, preostanek prebivalcev živi v zaselkih Žrnjovec, do leta 1954 Črnovac (ital. Cernovaz ali Cernova) in Hrvoji (ital. Cheroi), kjer stoji podružnična cerkev sv. Zenona in kjer je lokalno pokopališče. Podružnična cerkev sv. Hieronima zahodno od Hrvojev in Žrnjovca, je zapuščena in v slabem gradbenem stanju.

## Hrvoji
Hrvoji se v pisnih virih prvič omenjajo leta 1055, z imenom Turris Capriaca.

### Cerkev sv. Zenona
Cerkev sv. Zenona v zaselku Hrvoji je enoladijska baročna cerkev, zgrajena verjetno leta 1756 ali 1791. Cerkev je bila nazadnje prenovljena leta 1855, danes je v zelo slabem gradbenem stanju. Leta 1889 je bil zgrajen nov, samostojno stoječi zvonik oglejskega tipa, visok 37,5 m. Domačini so ga imenovali »fižolov turen«, saj naj bi ga zgradili iz prihodkov od prodaje fižola. Leta 1919 je vanj udarila strela in ga močno poškodovala, tako da se je podrl leta 1983. Leta 1997 so ga na novo pozidali. Blagoslovil ga je tedanji koprski škof Metod Pirih.
Leta 2014 sta bila v zaselku registrirana zadruga Mučunigi (sedaj Sončni griči Istre z.b.o.), preko katere se oddajajo lastne nepremičnine v najem, ter Društvo za trajnostni razvoj bivanja Sončni grič. Njuni člani so odkupili propadajočo stavbo nekdanjega župnišča ob cerkvi, ki jo postopoma obnavljajo, s tem pa se vrača tudi življenje v veliki meri zapuščeni zaselek.